# Stade d'Ulsan Munsu
Le stade d’Ulsan Munsu (en coréen : 울산문수축구경기장), surnommé Big Crown Stadium, est un stade de football situé dans une forêt à Ulsan en Corée du Sud.
Il a une capacité de 44 474 places. C'est le domicile du club de Ulsan Hyundai.

## Histoire
Il est construit le 28 avril 2001 pour 132 millions d'euros en vue de la Coupe du monde de football de 2002.

## Événements
- Coupe des confédérations 2001
- Coupe du monde de football de 2002
- Coupe de la paix 2003
- Coupe de la paix 2005

### Matchs de laCoupe du monde de football de 2002
Voici les matchs de la Coupe du monde de football de 2002 ayant eu lieu au Munsu Cup Stadium:
| Date          | Équipe #1 | Score | Équipe #2  | Tour            | Spectateurs |
| ------------- | --------- | ----- | ---------- | --------------- | ----------- |
| 1er juin 2002 | Uruguay   | 1 – 2 | Danemark   | Groupe A        | 30 157      |
| 3 juin 2002   | Brésil    | 2 – 1 | Turquie    | Groupe C        | 33 842      |
| 21 juin 2002  | Allemagne | 1 – 0 | États-Unis | Quart de finale | 37 337      |